# Courcouronnes
Courcouronnes és un municipi francès, situat al departament de l'Essonne i a la regió de Illa de França. L'any 2007 tenia 14.336 habitants.
Forma part del cantó d'Évry i del districte d'Évry. I des del 2016 de la Comunitat d'aglomeració Grand Paris Sud Seine-Essonne-Sénart.

## Demografia

### Població
El 2007 la població de fet de Courcouronnes era de 14.336 persones. Hi havia 4.939 famílies, de les quals 1.179 eren unipersonals (622 homes vivint sols i 557 dones vivint soles), 1.085 parelles sense fills, 1.976 parelles amb fills i 699 famílies monoparentals amb fills.
La població ha evolucionat segons el següent gràfic:
Habitants censats

### Habitatges
El 2007 hi havia 5.285 habitatges, 5.079 eren l'habitatge principal de la família, 10 eren segones residències i 196 estaven desocupats. 1.812 eren cases i 3.471 eren apartaments. Dels 5.079 habitatges principals, 2.548 estaven ocupats pels seus propietaris, 2.445 estaven llogats i ocupats pels llogaters i 86 estaven cedits a títol gratuït; 306 tenien una cambra, 691 en tenien dues, 1.452 en tenien tres, 1.154 en tenien quatre i 1.475 en tenien cinc o més. 3.663 habitatges disposaven pel capbaix d'una plaça de pàrquing. A 2.637 habitatges hi havia un automòbil i a 1.407 n'hi havia dos o més.

### Piràmide de població
La piràmide de població per edats i sexe el 2009 era:
| Homes | Edats   | Dones |
| ----- | ------- | ----- |
| 0     | 95 o +  | 0     |
| 0     | 90 a 94 | 4     |
| 20    | 85 a 89 | 24    |
| 28    | 80 a 84 | 20    |
| 32    | 75 a 79 | 36    |
| 40    | 70 a 74 | 76    |
| 152   | 65 a 69 | 112   |
| 200   | 60 a 64 | 228   |
| 292   | 55 a 59 | 324   |
| 432   | 50 a 54 | 464   |
| 500   | 45 a 49 | 488   |
| 512   | 40 a 44 | 580   |
| 624   | 35 a 39 | 620   |
| 616   | 30 a 34 | 664   |
| 576   | 25 a 29 | 632   |
| 524   | 20 a 24 | 480   |
| 564   | 15 a 19 | 616   |
| 644   | 10 a 14 | 528   |
| 560   | 5 a 9   | 640   |
| 532   | 0 a 4   | 556   |

## Economia
El 2007 la població en edat de treballar era de 10.057 persones, 7.351 eren actives i 2.706 eren inactives. De les 7.351 persones actives 6.328 estaven ocupades (3.232 homes i 3.096 dones) i 1.023 estaven aturades (476 homes i 547 dones). De les 2.706 persones inactives 481 estaven jubilades, 1.237 estaven estudiant i 988 estaven classificades com a «altres inactius».

### Ingressos
El 2009 a Courcouronnes hi havia 4.880 unitats fiscals que integraven 14.337,5 persones, la mediana anual d'ingressos fiscals per persona era de 16.228 €.

### Activitats econòmiques
Dels 921 establiments que hi havia el 2007, 1 era d'una empresa extractiva, 5 d'empreses alimentàries, 13 d'empreses de fabricació de material elèctric, 15 d'empreses de fabricació d'altres productes industrials, 85 d'empreses de construcció, 151 d'empreses de comerç i reparació d'automòbils, 57 d'empreses de transport, 73 d'empreses d'hostatgeria i restauració, 58 d'empreses d'informació i comunicació, 73 d'empreses financeres, 40 d'empreses immobiliàries, 254 d'empreses de serveis, 69 d'entitats de l'administració pública i 27 d'empreses classificades com a «altres activitats de serveis».
Dels 168 establiments de servei als particulars que hi havia el 2009, 1 era una oficina d'administració d'Hisenda pública, 1 oficina del servei públic d'ocupació, 2 oficines de correu, 16 oficines bancàries, 3 funeràries, 3 tallers de reparació d'automòbils i de material agrícola, 2 establiments de lloguer de cotxes, 2 autoescoles, 11 paletes, 21 guixaires pintors, 4 fusteries, 6 lampisteries, 13 electricistes, 14 empreses de construcció, 5 perruqueries, 1 veterinari, 17 agències de treball temporal, 25 restaurants, 16 agències immobiliàries, 2 tintoreries i 3 salons de bellesa.
Dels 36 establiments comercials que hi havia el 2009, 4 eren hipermercats, 2 supermercats, 1 un supermercat, 2 botigues de més de 120 m², 3 botiges de menys de 120 m², 3 fleques, 4 carnisseries, 3 llibreries, 2 botigues de roba, 2 botigues d'equipament de la llar, 3 botigues d'electrodomèstics, 1 una botiga d'electrodomèstics, 1 una botiga de mobles, 2 perfumeries, 1 una perfumeria i 2 floristeries.

## Equipaments sanitaris i escolars
El 2009 hi havia 1 centre de salut i 5 farmàcies.
El 2009 hi havia 5 escoles maternals i 6 escoles elementals. A Courcouronnes hi havia 1 col·legi d'educació secundària i 1 liceu d'ensenyament general. Als col·legis d'educació secundària hi havia 420 alumnes i als liceus d'ensenyament general 849.
Courcouronnes disposava d'un centre de formació no universitària superior de formació tècnica.

## Poblacions més properes
El següent diagrama mostra les poblacions més properes.